# 620 Drakonia
620 Drakonia este un asteroid din centura principală, descoperit pe 26 octombrie 1906, de Joel Metcalf.